# James Dryburgh
James Dryburgh (* 27. Mai 1975 in Inverness, Schottland) ist ein schwedischer Curler. 
Sein internationales Debüt hatte Dryburgh bei der Juniorenweltmeisterschaft 1991 in Glasgow, wo er die Goldmedaille gewann. 1999 wurde Dryburgh in Füssen Europameister.
Dryburgh spielte als Skip der britischen Mannschaft bei den XVIII. Olympischen Winterspielen in Nagano im Curling. Die Mannschaft belegte den siebten Platz. Bei diesen Winterspielen traf er seine spätere Frau Margaretha Lindahl und wechselte nach Schweden, wo er für Peja Lindholm spielt.

## Erfolge
- Europameister 1999
- Juniorenweltmeister 1991, 1996
- 3. Platz Europameisterschaft 1997